# هيو غور
هيو غور (18 يونيو 1953 - ) (بالإنجليزية: Hugh Gore)‏ هو لاعب كريكت جنوب أفريقي.

## وصلات خارجية
- هيو غور على موقع إي آس بي آن كريك إنفو (الإنجليزية)